# Embarras River
Der Embarras River ist ein Fluss in den USA, der in Champaign (Illinois) entspringt und nach Süden fließt, um in den Wabash südlich von Vincennes (Indiana) zu münden.  Der Verlauf des Flusses geht an Villa Grove (Illinois), Charleston (Illinois), Greenup (Illinois) und Lawrenceville (Illinois) vorbei. Die Länge beträgt 354 km, das Einzugsgebiet umfasst 6.300 Quadratkilometer. Wichtigster Nebenfluss ist der North Fork Embarras River, ein linker Nebenfluss, der bei der Ortschaft Oblong einmündet. Südlich der Stadt Charleston entsteht durch Stauung der Lake Charleston. 
Landwirtschaft und Ölförderung tragen zur Verschmutzung des Flusses bei, der Heimat für eine Reihe bedrohter Tierarten ist. Die Embarras River Brücke in Newton ist als örtliche Sehenswürdigkeit erwähnenswert.